# 린드버그 납치사건
린드버그 납치사건(Lindbergh kidnapping)은 1932년 3월 1일 미국의 비행사 찰스 린드버그의 생후 20개월 된 아들 찰스 린드버그 주니어(Charles Lindbergh Jr.)가 뉴저지주 하이필즈(Highfields)에서 납치된 사건이다. 사건 발생 두 달 뒤, 아기는 사망한 채 발견되었다.

## 사건 진행 과정
찰스 린드버그 주니어는 1930년 6월 22일 뉴저지주 엥글우드(Englewood)에서 찰스 린드버그(Charles Lindbergh)와 앤 모로 린드버그(Anne Morrow Lindbergh) 부부의 장남으로 태어났다. 1932년 3월 1일 오후 7시 30분경 찰스 린드버그의 저택에서 가정 간호사로 근무하던 베티 가우(Betty Gow)는 생후 20개월이던 찰스 린드버그 주니어를 유아용 침대에 눕힌 다음에 자리를 떠났다.
찰스 린드버그는 오후 9시 30분경에 찰스 린드버그 주니어가 있던 방의 아래층에 있던 도서관에서 누군가가 부엌에 있던 나무 상자를 부수는 듯한 소리를 들었다. 베티 가우는 오후 10시에 침대에 있던 찰스 린드버그 주니어가 사라졌음을 확인했다. 사건 현장에서는 찰스 린드버그 주니어가 있던 방의 창문이 열려 있었고 나무로 만든 사다리 하나가 창문에 걸쳐 있었다.

## 조사
뉴저지주 경찰국, 호프웰(Hopewell) 경찰국은 사건 직후에 찰스 린드버그의 저택과 인근 지역에 대한 광범위한 조사를 진행했다. 지문 전문가는 자정이 지난 이후에 실시한 자체 조사를 통해 범인이 몸값을 요구하면서 쓴 편지, 범인이 사용한 사다리를 조사했지만 지문이나 발자국이 발견되지 않았음을 확인했다. 전문가들은 유괴범이 장갑을 끼고 있었고 신발 바닥에 아기용 헝겊 조각을 댔던 것으로 결론을 내렸다.
몸값을 요구한 범인이 간단하게 손으로 쓴 편지에는 잘못된 철자 표현, 영어 문법에 맞지 않는 표현이 남아 있었다. 범인이 편지에 남긴 서명에는 지폐의 아래쪽에 있던 빨간색 원을 둘러싸고 있는 2개의 파란색 원이 서로 연결되어 있었다. 또한 빨간색 원을 통해 구멍이 뚫려 있었고 왼쪽과 오른쪽에 2개의 구멍이 더 뚫려 있었다.
Dear Sir! Have 50.000$ redy 25 000$ in 20$ bills 15000$ in 10$ bills and 10000$ in 5$ bills After 2–4 days we will inform you were to deliver the mony.
We warn you for making anyding public or for notify the Police The child is in gut care. Indication for all letters are Singnature [Symbol to right] and 3 hohls.

범인은 편지를 통해 찰스 린드버그 주니어의 몸값으로 5만 달러를 요구했다. 찰스 린드버그는 존 컨던(John Condon)과의 협력을 통해 수사를 진행했다. 그렇지만 1932년 5월 12일에 배달용 트럭 운전사로 근무하던 윌리엄 앨런(William Allen)이 찰스 린드버그 주니어의 시신을 발견했다.
찰스 린드버그 주니어의 시신이 발견된 곳은 찰스 린드버그의 저택에서 남쪽으로 약 7.2km 정도 떨어진 뉴저지주 호프웰 타운십(Hopewell Township)의 마운트로즈(Mount Rose) 마을 인근에 위치한 도로였다. 찰스 린드버그 주니어의 시신은 머리에 부딪힌 흔적이 남아 있을 정도로 두개골이 부서진 상태로 발견되었다.

## 범인
범행이 일어난지 30개월(2년 6개월) 만에 뉴욕에서 몸값을 거래한 사실이 확인되었다. 1934년 9월 18일에는 맨해튼의 은행 직원이 금 증권을 몸값으로 지불했다고 밝혔다. 또한 은행 인근에 위치한 주유소에서는 뉴욕주 자동차 번호판(4U-13-41-N.Y)을 부착한 차량이 드나든 행적이 발견되었다.
경찰의 추적 결과 문제의 차량은 뉴욕 브롱크스에 위치한 이스트 222번가 1279번지(1279 East 222nd Street)에 거주하던 독일계 미국인인 리처드 하우프트먼(Richard Hauptmann)이 소유하고 있던 세단으로 밝혀졌다. 경찰에 체포된 하우프트먼은 과거 독일에서 범행을 저지른 기록을 갖고 있던 이민자였다. 하우프트먼은 범행 이전에 금 증권이 새겨진 20 달러 지폐를 소지했다. 하우프트먼의 차고에서는 몸값으로 사용된 현금 14,000 달러가 발견되었다.
하우프트먼은 재판에서 자신의 친구이자 사업 동료였던 독일계 미국인인 이시도어 피슈(Isidor Fisch)에게 금 증권을 맡겼다고 진술했다. 독일에서 사망한 피슈는 미국으로 출국하기 이전에 금 증권이 담긴 상자를 하우프트먼에게 전달했다. 하우프트먼은 1934년 9월 24일에 뉴욕 브롱크스에서 찰스 린드버그에게 5만 달러를 몸값으로 지불했다. 하우프트먼은 재판 끝에 사형에 처해졌으며 1936년 4월 3일에는 뉴저지주 트렌턴에 위치한 뉴저지 주립 교도소에서 전기의자를 이용한 사형이 집행되었다.

## 사건의 영향
이 사건을 계기로 1932년 미국 의회는 미국의 여러 주에 걸쳐 일어난 유괴 범죄는 연방 범죄로 처리하여 연방수사국(FBI)이 관할하는 내용이 담긴 《연방 납치법》(Federal Kidnapping Act), 일명 《린드버그법》(Lindbergh Law)을 제정했다. 1934년 애거사 크리스티가 발표한 소설 《오리엔트 특급 살인》의 초반부에 등장하는 유괴 사건은 이 사건을 모티브로 한 것이라고 한다.